# Benji (1974)
Benji (Brasil: Benji - O Filme ) é um filme norte-americano de 1974, do gênero aventura musical, dirigido por Joe Camp e estrelado por Peter Breck e Christopher Connelly.
O filme, que teve quatro continuações, é um clássico instantâneo.
A canção 'Benji's Theme (I Feel Love)", de Euel Box e Betty E. Box, ganhou o Globo de Ouro da categoria, além de ter sido indicada ao Oscar.

## Sinopse

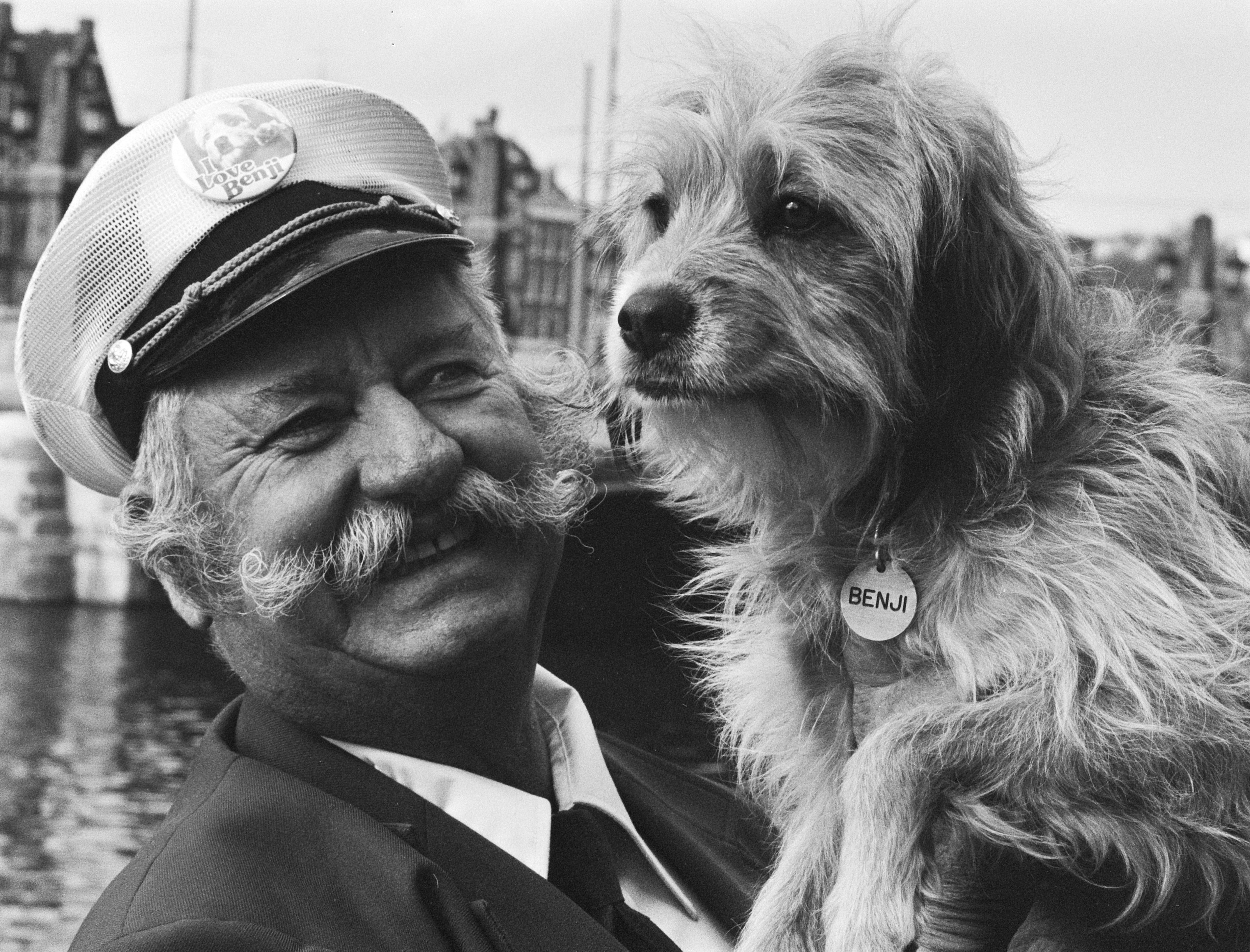
Higgins (Benji) com seu treinador Frank Inn, em fotografia de 1979.

Benji, um cão vira lata, é adotado por uma adorável família. Quando as crianças são sequestradas, cabe a ele salvá-las.

## Recepção
O diretor Alfred Hitchcock coloca o filme na lista de filmes preferidos.

## Premiações
| Patrocinador                                            | Prêmio       | Categoria                       | Situação |
| ------------------------------------------------------- | ------------ | ------------------------------- | -------- |
| Academia de Artes e Ciências Cinematográficas           | Oscar        | Melhor Canção Original          | Indicado |
| Associação de Correspondentes Estrangeiros de Hollywood | Golden Globe | Melhor Canção Original (cinema) | Vencedor |

## Elenco
| Ator/Atriz           | Personagem      |
| -------------------- | --------------- |
| Peter Breck          | Doutor Chapman  |
| Christopher Connelly | Henry           |
| Patsy Garrett        | Mary            |
| Tom Lester           | Riley           |
| Mark Slade           | Mitch           |
| Herb Vigran          | Tenente Samuels |
| Deborah Walley       | Linda           |
| Frances Bavier       | Dama com o gato |
| Edgar Buchannan      | Bill            |
| Higgins              | Benji           |